# 韋彧
韋彧（い いく、475年 - 525年）は、北魏の官僚。字は遵慶。本貫は京兆郡杜陵県。

## 経歴
韋珍の子として生まれた。兄の韋纘とともに学識があった。太和19年（495年）、奉朝請を初任とした。広陽王元嘉の上奏により、太尉騎兵参軍に転じた。任城王元澄が雍州刺史となると、韋彧は雍州治中として出向し、別駕に転じた。永平元年（508年）、病床についた父のために身の回りの世話をした。父が死去すると、喪に服して骨の立つまで痩せ細った。司空中郎参軍に任じられ、まもなく司徒中郎参軍・領掾となり、さらに大将軍中郎参軍に転じた。秋、散騎侍郎の位を受けた。煕平元年（516年）、太常卿を兼ねた。広平王元懐に召し出されて司徒諮議参軍となった。まもなく平遠将軍・東豫州刺史として出された。少数民族の首長であった田益宗の子の田魯生と田魯賢は先立って父に背いて南朝に従い、たびたび北魏に侵入を繰り返していた。韋彧が東豫州に着任して以降、田魯生らは修好を回復し、再び北魏に害をなすことはなかった。韋彧は少数民族の風俗が荒涼閉塞しており、礼儀を知らないとして、太学を立て、諸郡の生徒を州の総教で選抜するよう上表した。さらに城北に宗武館を置いて武芸を習わせた。正光5年（524年）、韋彧が刺史を退任して洛陽に帰ると、ちょうど大将軍の京兆王元継が莫折天生を討つべく西征するところであった。韋彧は元継に大将軍長史として請われて従い、散騎常侍・征虜将軍の位を受けた。孝昌元年（525年）、本官のまま持節・都督征豳軍事となり七兵尚書・行台を兼ねた。功により陰盤県開国男に封じられた。8月26日、長安城永貴里の邸で死去した。享年は51。使持節・都督諸軍事・撫軍将軍・雍州刺史の位を追贈された。諡は文烈といった。

## 妻子

### 妻
- 柳敬怜（477年 - 549年[12]、澄城郡君、州主簿の柳文明の娘）[13]

### 男子
- 韋彪（長男、字は道亮）[14][13]
- 韋曄（次男、字は道夏。軍功曹・撫軍記室参軍・兼別駕）[14][13]
- 韋融（三男、字は道昶[14][13]。軍功により長安伯の爵位を受けた。大司馬開府司馬に転じた。韋融の妻は司農卿の李瑾の娘であったが、韋融は妻が章武王元景哲と姦通していると疑い、妻を刺殺し、自身も自殺した[1][8]）
- 韋煕（四男、字は道昇。持節・車騎将軍・晋雍二州刺史・元寿県開国男）[14][13]
- 韋奐（五男、字は道泰。征西将軍・帥都督・山北県開国男）[14][13]
- 韋暤（六男、字は道颺。本州主簿・冠軍将軍・中散大夫）[14][13]
- 韋龠（七男、字は道諧。大丞相府参軍都督）[14][13]

### 女子
- 韋伯英（辛粲にとついだ）[12]
- 韋仲英（崔彦道にとついだ）[12]
- 韋季英（柳皓にとついだ）[12]

## 伝記資料
- 『魏書』巻45 列伝第33
- 『北史』巻26 列伝第14
- 故持節散騎常侍太常卿尚書都督雍州諸軍事撫軍将軍豫雍二州刺史文烈公韋使君墓誌銘（韋彧墓誌）
- 故使持節撫軍将軍豫雍二州刺史陰盤県開国文烈公韋彧妻澄城郡君柳墓銘（韋彧妻柳敬怜墓誌）